# Jan Skrzypiński

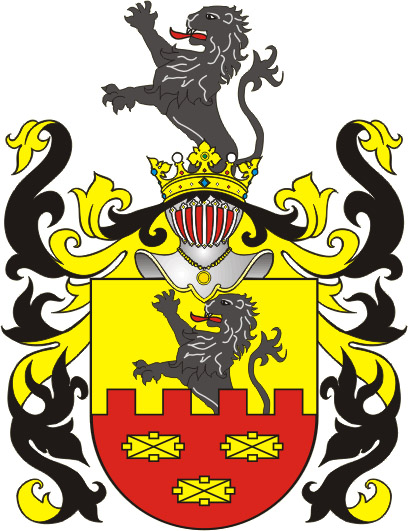
Zaremba, herb rodu Skrzypińskich

Jan Gaudenty Skrzypiński (ur. 12 lutego 1891 we wsi Pólko k. Radzymina, zm. 7 grudnia 1939 w Warszawie) – polski inżynier mechanik, konstruktor broni strzeleckiej, kapitan technolog.

## Życiorys
Syn Tadeusza, lekarza weterynarii i Karoliny z Grabanów (1872–1903). Uczył się w szkole elementarnej w Radzyminie. Po ukończeniu średniej szkoły technicznej w Warszawie studiował na Wydziale Mechanicznym Kijowskiego Instytutu Politechnicznego, który ukończył w 1917 roku. Po studiach pracował w Tarnopolu jako kierownik warsztatów samochodowych, w latach 1917–1918 był dyrektorem technicznym fabryki maszyn i narzędzi rolniczych w Kralewcu, guberni czernihowskiej, w latach 1920–1921 był kierownikiem technicznym fabryki Pneumatyk w Krzywym Rogu. Po powrocie do kraju w listopadzie 1921 roku rozpoczął pracę w warszawskiej Fabryce Karabinów jako naczelny inżynier. W 1928 został wicedyrektorem, a od 1932 roku naczelnym dyrektorem Państwowej Fabryki Karabinów w Warszawie. Jako technolog produkcji broni brał udział w opracowaniu wielu polskich konstrukcji broni, zwłaszcza współpracując z konstruktorem Piotrem Wilniewczycem, ponadto wykładał w Szkole Technicznej Podchorążych Lotnictwa.
Najbardziej znaną konstrukcją Wilniewczyca i Skrzypińskiego był opracowany w 1931 roku pistolet samopowtarzalny kaliber 9 mm Vis, który stał się przepisowym pistoletem Wojska Polskiego, produkowanym seryjnie od 1936 roku pod oznaczeniem pistolet VIS wz. 35. W 1938 Wilniewczyc razem ze Skrzypińskim skonstruowali pistolet maszynowy 9 mm Mors, który miał być przyjęty na uzbrojenie Wojska Polskiego jako pistolet maszynowy Mors wz. 39, lecz przed wybuchem wojny wykonano tylko serię informacyjną ok. 50 sztuk. Jan Skrzypiński pracował także nad innymi wzorami uzbrojenia m.in. pociskiem o napędzie rakietowym „Skowronek”, lufą karabinową z bruzdami Lancastera i lufą z przewodem stożkowym. Był również projektantem podstawy trójnożnej PL 20 A do najcięższego karabinu maszynowego FK wz. 38 model C.
Jako wicedyrektor Fabryki Karabinów Skrzypiński odkrył, że patenty, na które powoływał się Colt, w Polsce zdążyły już wygasnąć. Wobec tego konstrukcja karabinu maszynowego Browning nie była w Polsce prawnie chroniona. Po potwierdzeniu odkrycia Skrzypińskiego przez zespół prawników, podjęto decyzję o skopiowaniu karabinu Browning i szybkim rozpoczęciu jego produkcji w Polsce. Jan Skrzypiński za swoje odkrycie został nagrodzony premią w wysokości 65 000 złotych, co stanowiło ok. 1,5% wartości niezawartego kontraktu z Coltem.
Po zajęciu Polski przez hitlerowskie Niemcy był inwigilowany i represjonowany, odmówił współpracy z okupantem w zakresie produkcji broni w polskich fabrykach na potrzeby hitlerowskich Niemiec. Zmarł 7 grudnia 1939 w Warszawie, pochowany został na Cmentarzu Powązkowskim (kwatera 224-1-11).
Od 1919 roku był mężem lekarki Janiny z Morawskich, z którą miał córkę Danutę Janinę (1925–2015), lekarkę, uczestniczkę powstania warszawskiego.

## Ordery i odznaczenia
- Krzyż Kawalerski Orderu Odrodzenia Polski (11 listopada 1937)[4]